# Chlamydoselachidae
Los clamidoseláquidos (Chlamydoselachidae) son una familia de tiburones del orden  de los Hexanchiformes. Comprende un género extinto y otro con ocho especies extintas y 2 vivas, una del Japón a la que se la considera un fósil viviente, y la otra del sur de África.

## Especies
Género Chlamydoselachus Garman, 1884
- Chlamydoselachus africana Ebert & Compagno, 2009 (tiburón anguila sudafricano)
- Chlamydoselachus anguineus Garman, 1884 (tiburón anguila)
- Chlamydoselachus bracheri † Pfeil, 1983
- Chlamydoselachus gracilis † Antunes & Cappetta, 2001
- Chlamydoselachus goliath † Antunes & Cappetta, 2001
- Chlamydoselachus fiedleri † Pfeil, 1983
- Chlamydoselachus lawleyi † Davis, 1887
- Chlamydoselachus thomsoni † Richter & Ward, 1990
- Chlamydoselachus tobleri † Leriche, 1929

Género Thrinax † Pfeil, 1983
- Thrinax baumgartneri † Pfeil, 1983